# Alcántara
Alcántara je španělské sídlo, nacházející se v provincii Cáceres autonomního společenství Extremadura, poblíž hranic s Portugalskem. Žije zde přibližně 1 300 obyvatel.
Místní pamětihodností je římský kamenný obloukový most postavený mezi lety 104 a 106 z rozkazu císaře Trajána. V roce 1176 byl v Alcántaře ustaven řád alcántarských rytířů.

## Osobnosti
- Svatý Petr z Alkantary (1499–1562) – františkánský mnich, zakladatel klášterů přísné observance